# 希安熱
希安熱（葡萄牙語：Chiange）為安哥拉威拉省的一個城鎮及市轄區，為奈米貝鐵路支線的終點，於棟戈處連接主線。北與希比亞及基蓬戈相接，東與馬特拉相鄰，南接卡哈馬及庫羅卡，西與維雷相接。